# Aggregationsverband
Von einem Aggregationsverband spricht die Biologie bzw. Zellbiologie, wenn sich einzelne Zellen zu Verbänden zusammenlagern, ohne dass dabei ihre Individualität verloren geht. Die Zusammenlagerung der zuvor frei beweglichen Zellen erfolgt sekundär (postgenitale Verwachsung). Häufig ist dies bei Grünalgen, Schleimpilzen und Bakterien.
Bei der Aggregation von Bakterien können sich auch Vertreter verschiedener Spezies zusammenlagern. Sie werden durch eine extrazelluläre Matrix zusammengehalten. Dies findet man in Biofilmen und in der Entwicklung von Myxobakterien und Schleimpilzen.